# 新里町赤城山
新里町赤城山（にいさとちょうあかぎさん）は、群馬県桐生市の町名である。郵便番号は376-0137。

## 概要
桐生市の西部、新里町の北部に位置する。旧新里村赤城山にあたり、新里町板橋・関・高泉・大久保・奥沢・上鶴ケ谷とともに桐生市第十九区に属する。
東北部は黒保根町宿廻に、東部はみどり市大間々町上神梅に、東南部はみどり市大間々町下神梅に、南部は新里町高泉・新里町板橋に、西南部は前橋市粕川町室沢に、西部は前橋市粕川町中之沢に、北部は前橋市富士見町赤城山にそれぞれ接する。
国道353号、群馬県道336号梨木香林線が通じている。地域の北部は別荘地となっており、最北端は赤城山の小沼付近に達する。
昭和20年（1945年）以前から8戸が入植していたが、昭和23年から26年にかけて52戸が入植した。もとは新里村大字板橋に含まれたが、昭和25年（1950年）8月に大字赤城山として独立した。

## 世帯数と人口
2022年（令和4年）2月28日現在の世帯数と人口は以下の通りである。
| 町丁         | 世帯数  | 人口  |
| ------------ | ------- | ----- |
| 新里町赤城山 | 124世帯 | 254人 |

## 小・中学校の学区
市立小・中学校に通う場合、学区は以下の通りとなる。
| 番地 | 小学校               | 中学校             |
| ---- | -------------------- | ------------------ |
| 全域 | 桐生市立新里北小学校 | 桐生市立新里中学校 |

## 交通

### 鉄道
町内に鉄道駅はない。

### 道路
- 国道353号
- 群馬県道336号

## 施設
- 桐生カントリークラブ
- 赤城山集会所
- 新里のサクラソウ群落 - 群馬県指定天然記念物（平成8年3月29日指定[8]）。

## 避難所
町内に桐生市から指定された指定緊急避難場所、指定避難所はない。